# Палац Ґнєвоша (Золотий Потік)
Палац Ґнєвоша — історична будівля у смт Золотому Потоці Тернопільської области.

## Історія та відомості

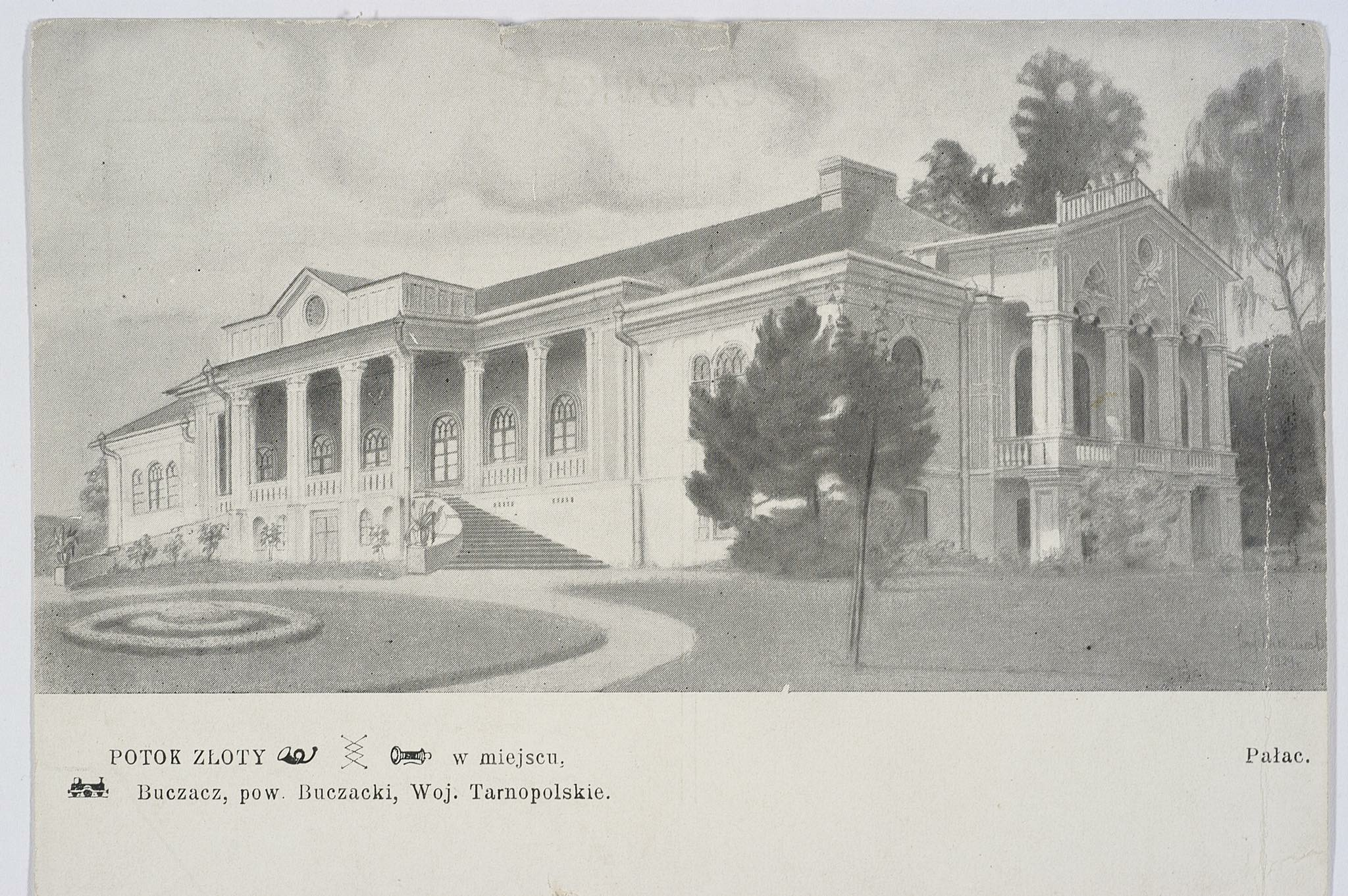
Палац Ґнєвоша на старій фотографії

У 1840 році власники Золотого Потоку Ольшевські розібравши частину мурів замку, збудували одноповерховий палац за проєктом італійського архітектора та заклали парк.
Згодом родина Ольшевських продала маєток Яну Стоєвському. Він продав його хасидському цадику з Садгори Ізраелю Фрідману.
У 1875 році палац продано Влодзімєжу-Іполіту Ґнєвошу, котрий володів ним до 1939 року. У палаці розташовувалася велика бібліотека і колекція творів мистецтва, які під час Першої світової війни у 1918 році вивезено росіянами до Москви.
У 1947 році маєток відремонтовано. У 2016 році знову здійснено ремонт.
Нині — у приміщенні функціонує Центр позашкільної роботи з учнівською молоддю.